# Jozhua Vertrouwd
Jozhua Vertrouwd (Amsterdam, 21 augustus 2004) is een Nederlands voetballer die doorgaans als linkervleugelverdediger speelt en onder contract staat bij Rayo Vallecano.

## Clubcarrière
Vertrouwd speelde in de jeugd van Fortuna Wormerveer, AZ en HVV Hollandia. In 2020 vertrok hij naar FC Volendam. In de laatste wedstrijd van het seizoen 2020/21 zat hij bij de selectie voor het duel tegen Jong AZ, maar kwam hij niet binnen de lijnen. In het seizoen 2022/23 debuteerde Vertrouwd in het eerste elftal en kwam hij onder trainer Wim Jonk tot zeven duels.
Medio 2022 vertrok hij naar FC Utrecht, waar hij aansloot bij het beloftenelftal. Voor Jong FC Utrecht maakte hij op 15 augustus 2022 zijn debuut in de met 0–3 verloren thuiswedstrijd tegen Heracles Almelo. Daarnaast kwam hij eveneens uit voor FC Utrecht onder 18.
Op 28 augustus 2023 verruilde hij, ondanks zijn doorlopende contract, de Utrechtse club voor het Spaanse CD Castellón. Dit aangezien Vertrouwd mede wegens het uitblijven van een frequent aantal speelminuten bij Jong FC Utrecht graag de overstap wilde maken. Bij CD Castellón was op het moment van de overstap Dick Schreuder de hoofdtrainer. Hij werd in zijn eerste seizoen in Spanje kampioen op het Spaanse derde niveau.
In de zomer van 2025 maakte hij de stap naar het hoogste niveau van Spanje. Vertrouwd tekende voor vijf seizoenen bij Rayo Vallecano.

## Clubstatistieken

### Beloften
| Seizoen                        | Club             | Competitie     | Competitie | Competitie | Overig | Overig | Totaal | Totaal |
| Seizoen                        | Club             | Competitie     | Wed.       | Dlp.       | Wed.   | Dlp.   | Wed.   | Dlp.   |
| ------------------------------ | ---------------- | -------------- | ---------- | ---------- | ------ | ------ | ------ | ------ |
| 2021/22                        | Jong FC Volendam | Tweede divisie | 17         | 0          | 0      | 0      | 17     | 0      |
| 2022/23                        | Jong FC Utrecht  | Eerste divisie | 14         | 0          | 0      | 0      | 14     | 0      |
| 2023/24                        | Jong FC Utrecht  | Eerste divisie | 0          | 0          | 0      | 0      | 0      | 0      |
| Carrièretotaal                 | Carrièretotaal   | Carrièretotaal | 31         | 0          | 0      | 0      | 31     | 0      |
| Bijgewerkt op 28 augustus 2023 |                  |                |            |            |        |        |        |        |

### Senioren
| Seizoen                        | Club           | Competitie     | Competitie | Competitie | Beker | Beker | Internationaal | Internationaal | Overig | Overig | Totaal | Totaal |
| Seizoen                        | Club           | Competitie     | Wed.       | Dlp.       | Wed.  | Dlp.  | Wed.           | Dlp.           | Wed.   | Dlp.   | Wed.   | Dlp.   |
| ------------------------------ | -------------- | -------------- | ---------- | ---------- | ----- | ----- | -------------- | -------------- | ------ | ------ | ------ | ------ |
| 2020/21                        | FC Volendam    | Eerste divisie | 0          | 0          | 0     | 0     | –              | –              | 0      | 0      | 0      | 0      |
| 2021/22                        | FC Volendam    | Eerste divisie | 7          | 0          | 0     | 0     | –              | –              | 0      | 0      | 7      | 0      |
| Carrièretotaal                 | Carrièretotaal | Carrièretotaal | 7          | 0          | 0     | 0     | –              | –              | 0      | 0      | 7      | 0      |
| Bijgewerkt op 28 augustus 2023 |                |                |            |            |       |       |                |                |        |        |        |        |